# Villnöß
Villnöß (italià Funes) és un municipi italià, dins de la província autònoma de Tirol del Sud. És un dels municipis del districte i vall d'Eisacktal. L'any 2007 tenia 2.379 habitants. Comprèn les fraccions de Koll (Colle), St. Jakob (San Giacomo), St. Magdalena (Santa Maddalena), St. Peter (San Pietro), St. Valentin (San Valentino) i Teis (Tiso). Limita amb els municipis de Brixen, Klausen, Lajen, Urtijëi, San Martin de Tor, Santa Cristina Gherdëina i Feldthurns.

## Situació lingüística
| Pertinença lingüística (cens 2001) | 98,72% alemany |
| Pertinença lingüística (cens 2001) | 0,92% italià   |
| Pertinença lingüística (cens 2001) | 0,35% ladí     |

## Administració
| Període | Identitat      | Partit |
| ------- | -------------- | ------ |
| 2004-   | Robert Messner | SVP    |

## Personalitats cèlebres

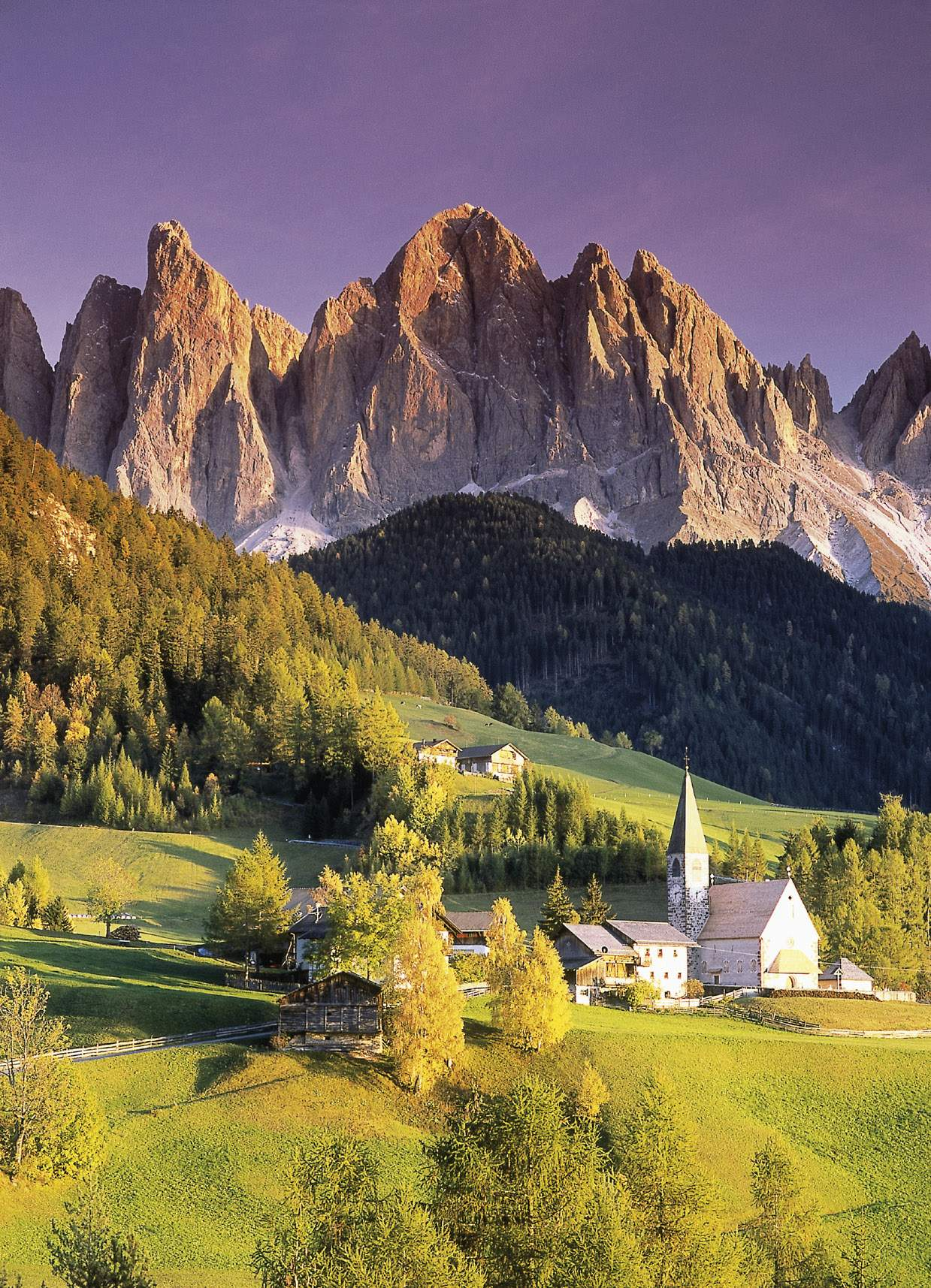
St. Magdalena (Funes-Villnöß)

L'escalador Reinhold Messner procedeix d'aquesta vall i és un ciutadà honorari del municipi. És famós per haver sigut la primera persona del món en escalar els 14 cims de més de 8.000 metres. En l'actualitat escriu llibres i viu al castell de Juval, a la Val Venosta.

Territori comunal